# Type de médias
Un type de médias (media type en anglais), à l'origine (et toujours communément) appelé type MIME, est un identifiant de format de données sur internet en deux parties.
Les types de médias étaient à l'origine définis dans la RFC 2046 (publiée en novembre 1996) pour leur utilisation dans les courriels à travers le protocole SMTP, mais ils ont été étendus à d'autres protocoles comme le HTTP ou le SIP dans la RFC 6838 (publiée en janvier 2013).
Un type de médias est composé d'au moins deux parties : un type et un sous-type structuré en arbre avec un suffixe optionnel, et de paramètres optionnels :
type "/" [arbre "."] sous-type ["+" suffixe] *[";" paramètre]
L'IANA définit actuellement les dix types suivants : application, audio, example, font, image, message, model, multipart, text et video, ainsi que les quatre arbres de sous-type suivants : arbre standard (sans préfixe), arbre éditeur (préfixe vnd.), arbre personnel (préfixe prs.) et arbre non enregistré (préfixe x.).
Par exemple, le type de médias text/html; charset=UTF-8 est composé du type text, du sous-type html de l'arbre standard et du paramètre optionnel charset=UTF-8.
D'après la RFC 6838, l'utilisation de la catégorie de sous-type non enregistré (préfixe x.) est fortement déconseillée. De plus les sous-types préfixés par x- ou X- ne sont plus considérés comme appartenant à cette catégorie.

## Liste des types de média courants
L'IANA entretient un registre des types de médias et des codages de caractères.
Quelques-uns des types de médias les plus courants sont listés ci-après :
- Type application : fichiers pluri-usages.
  - application/EDI-X12 : données EDI ANSI ASC X12 ; défini dans la RFC 1767[4].
  - application/EDIFACT : données EDI EDIFACT ; défini dans la RFC 1767[4].
  - application/octet-stream : flux de données arbitraire. Considéré comme le format « par défaut » dans plusieurs OS, souvent utilisé pour identifier des fichiers exécutables, ou de type inconnu, ou des fichiers qui doivent être téléchargés grâce à des protocoles qui ne fournissent pas de champ « content disposition » dans leur en-tête. La RFC 2046[2] le décrit comme un recours pour les sous-types et les types non reconnus.
  - application/ogg : Ogg, un flux de données multimedia, conteneur ; défini dans la RFC 3534[5].
  - application/pdf: Portable Document Format, PDF, utilisé pour les échanges de documents depuis 1993 ; défini dans la RFC 3778[6].
  - application/xhtml+xml : XHTML ; défini dans la RFC 3236[7].
  - application/x-shockwave-flash : fichier Adobe Flash ; documenté par Adobe TechNote tn_4151 et Adobe TechNote tn_16509.
  - application/json : JavaScript Object Notation ; défini dans la RFC 4627[8].
  - application/ld+json : JSON-based Serialization for Linked Data.
  - application/xml : eXtensible Markup Language ; défini dans la RFC 3023[9].
  - application/zip : fichier ZIP.
  - application/vnd.oasis.opendocument.text : texte OpenDocument (enregistré[10]).
  - application/vnd.oasis.opendocument.spreadsheet : feuille de calcul OpenDocument (enregistré[11]).
  - application/vnd.oasis.opendocument.presentation : présentation OpenDocument (enregistré[12]).
  - application/vnd.oasis.opendocument.graphics : graphique OpenDocument (enregistré[13]).
  - application/vnd.ms-excel : fichiers Microsoft Excel (.xls).
  - application/vnd.openxmlformats-officedocument.spreadsheetml.sheet : Office Open XML Workbook (.xlsx) (Format d'enregistrement par défaut sous Microsoft Excel à partir de 2007).
  - application/vnd.ms-powerpoint : fichiers Microsoft Powerpoint (.ppt).
  - application/vnd.openxmlformats-officedocument.presentationml.presentation : Office Open XML Presentation (.pptx) (Format d'enregistrement par défaut sous Microsoft PowerPoint à partir de 2007).
  - application/msword : fichiers Microsoft Word (.doc).
  - application/vnd.openxmlformats-officedocument.wordprocessingml.document : Office Open XML Document (.docx) (Format d'enregistrement par défaut sous Microsoft Word à partir de 2007).
  - application/vnd.mozilla.xul+xml : fichiers Mozilla XUL.
- Type audio : audio.
  - audio/mpeg : MP3 ou autres MPEG ; défini dans la RFC 3003[14] (attention, sur certains navigateurs tels que Chromium et Google Chrome le content-type est : audio/mp3).
  - audio/x-ms-wma : Windows Media Audio ; documenté par (en) « Microsoft KB 288102 » (version du 26 novembre 2013 sur Internet Archive).
  - audio/vnd.rn-realaudio : RealAudio ; documenté par RealPlayer Customer Support Answer 2559.
  - audio/x-wav : WAV (attention, sur certains navigateurs tels que Chromium et Google Chrome le content-type est : audio/wav).
- Type example.
- Type font.
- Type image.
  - image/gif : GIF ; défini dans la RFC 2045[15] et la RFC 2046[2].
  - image/jpeg : JPEG image JFIF ; défini dans la RFC 2045[15] et la RFC 2046[2] (attention, sur le navigateur Internet Explorer le type MIME peut être « image/pjpeg »[16]).
  - image/png : Portable Network Graphics ; enregistré[17] (attention, à l'instar du jpeg sur le navigateur Internet Explorer le type MIME peut être « image/x-png »).
  - image/tiff : Tagged Image File Format ; défini dans la RFC 3302[18].
  - image/vnd.microsoft.icon : icône ICO; enregistré[19]
(Le type MIME image/x-icon  est aussi très utilisé).
  - image/vnd.djvu : DjVu ; format d'image et de document multipage[20].
  - image/svg+xml : image vectorielle SVG ; défini dans SVG Tiny 1.2 Specification Appendix M.
- Type message.
- Type model : modèle 3D.
- Type multipart : archive et autres objets composés de plus d'une seule partie.
  - multipart/mixed : MIME courriel ; défini dans la RFC 2045[15] et la RFC 2046[2].
  - multipart/alternative : MIME courriel ; défini dans la RFC 2045[15] et la RFC 2046[2].
  - multipart/related : MIME courriel ; défini dans la RFC 2387[21] et utilisé par MHTML (HTML mail).
- Type text : texte lisible par un être humain ou code source.
  - text/css : feuilles de style en cascade ; défini dans la RFC 2318[22].
  - text/csv : comma-separated values ; défini dans la RFC 4180[23].
  - text/html : HTML ; défini dans la RFC 2854[24].
  - text/javascript : JavaScript ; défini dans la RFC 9239[25].
  - text/plain : données textuelles ; défini dans la RFC 2046[2] et la RFC 3676[26].
  - text/xml : Extensible Markup Language ; défini dans la RFC 3023[9].
- Type video : vidéo.
  - video/mpeg : MPEG-1, vidéo avec son multiplexé ; défini dans la RFC 2045[15] et la RFC 2046[2].
  - video/mp4 : vidéo MP4 ; défini dans la RFC 4337[27].
  - video/quicktime : vidéo QuickTime ; enregistré[28].
  - video/x-ms-wmv : Windows Media Video ; documenté par (en) « Microsoft KB 288102 » (version du 26 novembre 2013 sur Internet Archive).
  - video/x-msvideo : vidéo dans un conteneur AVI.
  - video/x-flv : Flash Video (FLV) par Adobe Systems.
  - video/web: basé sur un conteneur dérivé Matroska.